# Waynesville (Carolina del Norte)
Waynesville es un pueblo ubicado en el condado de Haywood en el estado estadounidense de Carolina del Norte. Es sede del condado de Haywood. La localidad en el año 2000, tenía una población de 9.232 habitantes en una superficie de 20,1 km², con una densidad poblacional de 460,1 personas por km².

## Geografía
Waynesville se encuentra ubicado en las coordenadas 35°29′00″N 82°59′40″O / 35.483226, -82.994511. Según la Oficina del Censo, la localidad tiene un área total de 20,1 km² (7,8 mi²), de la cual 20,1 km² (7,8 mi²) es tierra y 0 km² (0 mi²) (0.0%) es agua.

### Localidades adyacentes
El siguiente diagrama muestra a las localidades en un radio de 16 kilómetros (9,9 mi) de Waynesville.

## Demografía
En el 2000 la renta per cápita promedia del hogar era de $28.296, y el ingreso promedio para una familia era de $36.404. El ingreso per cápita para la localidad era de $17.821. En 2000 los hombres tenían un ingreso per cápita de $26.374 contra $21.159 para las mujeres. Alrededor del 12.60% de la población estaba bajo el umbral de pobreza nacional.
A partir de finales de 2006 la ciudad de gobierno Waynesville estima la población en 10.000.